# Tom Matzek
Tom Matzek (* 1964 in Wien) ist ein österreichischer Journalist und Filmemacher.
Matzek studierte an der Universität Wien Publizistik und Politikwissenschaft. Er arbeitet seit 1989 beim ORF. Mit 1. August 2024 wurde Matzek als Hauptabteilungsleiter des multimedialen Wissenschaftsressorts des ORF bestellt. Bereits zuvor war er für die Wissenschaftsberichterstattung Fernsehen verantwortlich. Seine Stellvertreterin ist Gudrun Stindl.

## Filme (Auswahl)
- Wir kämpften für Spanien – Von Ottakring zum Ebro. Der Bürgerkrieg in Spanien 1936. TV-Dokumentation, mit: Hans Landauer, 1998
- Gnadentod TV-Dokumentation (zusammen mit Andreas Novak) über die sogenannte NS-Euthanasie am Wiener Spiegelgrund und in Schloss Hartheim, 1999
- Das Mordschloss – Eine Dokumentation über die Gräuel in Schloss Hartheim. TV-Dokumentation über die NS-Tötungsanstalt Hartheim, 2001 (Inhaltsbeschreibung)
- Von Kufstein bis ans Ende der Welt. Dokumentation über die Forschungsfahrten des Tiroler Fernreisepioniers Max Reisch, 2005
- Die Alliierten in Österreich. TV-Dokumentation, 2005
- Elisabeth – Die rätselhafte Kaiserin. TV-Dokumentation über Elisabeth von Österreich-Ungarn, 2006
- Helmut Zilk – ein Leben im Rampenlicht, 2007
- Flucht ins Ungewisse (zusammen mit Robert Gokl), 2008
- Ein Leben im Reisefieber – auf den Spuren von Max Reisch, 2008
- Die Akte Zwentendorf, 2008
- Verfolgt, verschleppt, vernichtet, 2009
- Gipfelstürmer und Wüstenfüchse, 2009
- Paradies im Wüstensand, 2009
- Der Anschlag, 2010

## Publikationen (Auswahl)
- Das Mordschloss. Auf den Spuren von NS-Verbrechen im Schloss Hartheim. 1. Aufl., Kremayr & Scheriau Verlag, Wien 2002, ISBN 3-218-00710-0. (Inhaltsbeschreibung)